# 秋下雅弘
秋下 雅弘（あきした まさひろ、1960年 - ）は、日本の医師、医学者。東京大学大学院医学系研究科名誉教授。専門は、内科学、老年医学、老年薬学、性差医学。学位は医学博士。
地方独立行政法人東京都健康長寿医療センター長、東京大学名誉教授、元東京大学医学部附属病院副院長、元日本老年医学会理事長。

## 経歴
鳥取県生まれ。灘高等学校を経て、1985年に東京大学医学部医学科を卒業後、東京大学医学部老年病学教室助手、スタンフォード大学研究員、ハーバード大学研究員、杏林大学医学部助教授、東京大学大学院医学系研究科准教授などを経て、2013年から東京大学大学院医学系研究科・医学部加齢医学教授、老年病科科長として勤務し、2024年3月末を以て東京大学を退職。2024年4月より地方独立行政法人東京都健康長寿医療センター長に就任。日本老年医学会前理事長。
2017年3月22日、第125代天皇明仁（現：上皇）の退位を巡る「天皇の公務の負担軽減等に関する有識者会議」の第11回会議ヒアリング対象者として招かれ、高齢者の身体機能の低下などについて「過度な負担、ストレスは健康を損ねる可能性があるが、仕事がなくなることによって健康度を損ねてしまう人もいる。役割がなくなることがいいことではない」と医学的知見から意見を述べた。
現在、ユナイテッド・ピース・インターナショナル（UPI)の理事を務める。ユナイテッド・ピース・インターナショナルは世界平和の実現を目指す団体である。

## 人物
趣味はゴルフ、日常的運動、洋楽鑑賞など。